# كازينو اللطافة (فلم)
كازينو اللطافة هو فيلم مصري تم إنتاجه عام 1945، إخراج جمال مدكور و بطولة ميمي شكيب، محمد عبد المطلب، فؤاد شفيق، سامية جمال.

## فريق العمل
إخراج: جمال مدكور
تأليف:
- عبد العزيز أحمد
- جمال مدكور

إنتاج: أفلام مدكور
بطولة:
- ميمي شكيب
- محمد عبد المطلب
- فؤاد شفيق
- سامية جمال
- بشارة واكيم
- عباس فارس
- ثريا حلمي
- إسماعيل ياسين
- علوية جميل
- عبد العزيز أحمد
- زينات صدقي
- محمود المليجي
- ثريا فخري
- جمالات زايد
- حسن البارودي
- إدمون تويما
- وجيه صدقي

## روابط خارجية
- مقالات تستعمل روابط فنية بلا صلة مع ويكي بيانات